# Оборона Берестя (1939)
Оборона Берестя (14 вересня — 27 вересня 1939) — бої за місто Берестя-над-Бугом (сучасне Берестя, Білорусь) та Берестейську фортецю між польськими та німецькими, а потім польськими та радянськими військами.
У результаті боїв 14–17 вересня Берестя було захоплене військами Вермахту, а за міжурядовими домовленостями між Третім Рейхом та СРСР передане радянській військовій адміністрації. За непідтвердженими даними, один із батальйонів польського гарнізону під командуванням капітана Радзишевського продовжував спротив і остаточно покинув Берестейську фортецю лише 26 вересня.
2 жовтня 1939 року зі встановленням нової лінії німецько-радянського кордону місто Берестя і Берестейська фортеця відійшли до складу СРСР.

## Підготовка оборони
З початку Оборонної війни гарнізон Берестя і Берестейської фортеці входив до складу оперативної групи «Полісся» Війська Польського. В місті розташовувались маршові батальйони 35-го і 82-го піхотних полків, а також мобілізовані резервісти, що очікували відправлення на фронт. З наближенням лінії фронту в Бересті розпочалось формування 56-ї резервної піхотної дивізії.
З 7 вересня по 11 вересня в Бересті тимчасово перебував Генеральний штаб Другої Речі Посполитої на чолі з Верховним головнокомандувачем Едвардом Ридз-Смігли та міністр закордонних справ Юзеф Бек.
10 вересня військові частини, що перебували в районі міста, об'єднали в оперативну групу «Берестя». Основним завданням новоствореного угруповання було організація оборони міста та Берестейської фортеці.
11 вересня на чолі групи «Берестя» став відставний генерал Константин Плісовський. Обов'язки начальника штабу групи було покладено на підполковника Алоізи Горака, командування піхотою доручено підполковникові Юліану Сосабовському, артилерією — майору Станіславу Комарницькому.
В розпорядженні Плісовського опинився гарнізон, що складався з маршових батальйонів 34-го, 35-го та 82-го піхотних полків, однієї роти маршового батальйону 33-го полку, 81-го та 82-го караульних батальйонів, 56-го саперного батальйону, 112-ї і 113-ї окремих танкових рот, а також взводу танкеток, 9-го автомобільного дивізіону, 49-го дивізіону польової артилерії, 3-ї зенітної батареї, караульної роти, роти зв'язку, окремих груп офіцерів і солдатів різних родів військ та медично-санітарної служби. Загальне число особового складу становило від 2500 до 4000 солдатів та офіцерів. Озброєння групи «Берестя» складалось з 18-ти гармат, 8-ми зеніток, 30-ти легких танків Рено FT-17 і 5-ти розвідувальних танкеток TKS. Крім того, на залізничних коліях в районі Берестя знаходились два застарілих бронепотяги — «Смяли» і «Маршалек».
Плісовський не мав достатньо сил, щоб організувати оборону по лінії фортів, тому вирішив дати бій у Цитаделі, а також у Кобринському і Тереспольському укріпленнях. Згідно з планом оборони до 13 вересня саперний батальйон завершив мінування мостів і підходів до фортеці. На валах були обладнані окопи для піхоти, встановлені кулемети, протитанкові та зенітні гармати.

## Оборона Берестейської фортеці

Оборона Берестя. 14 вересня — 17 вересня 1939 року
----

Завдання оволодіти фортецею та містом Берестя-над-Бугом командування Вермахту поклало на XIX моторизований корпус генерала Гейнца Гудеріана. Він виконував наказ захопити місто та не допустити відступ гарнізону на південь для з'єднання з основними силами польської оперативної групи «Нарев». Ударний кулак XIX моторизованого корпусу Гудеріана складався з 529 танків, 57 бронетранспортерів та 150 артилерійських установок. Особовий склад корпусу налічував 47 тисяч вояків.
13 вересня 1939 року передові частини німецького моторизованого корпусу з'явилися на підступах до Берестя. У другій половині дня розвідувальний загін з чотирьох танків 10-ї танкової дивізії Вермахту спробував наблизитися до міста і фортеці з боку містечка Чернавчиці, але зустрів вогонь польської артбатареї капітана Янішевського та повернувся.
Зранку 14 вересня Плісовський віддав наказ про відступ підрозділів зовнішніх укріплень до Цитаделі. Через кілька годин німці розпочали штурм. 3-я танкова дивізія Вермахту, рухаючись від містечка Жабинка, обійшла Берестя з північного сходу, форсувала річку Мухавець в районі передмістя Шпановичі та вийшла до обводів Волинського укріплення, в район Південної брами. З передмістя Граївка 10-а танкова дивізія німців завдала ударів в районі Східної та Північної брами. Завчасно заблокувавши Північну браму 2 танками, поляки змогли відбити цю атаку. В передмісті Берестя Адамково відбувся танковий бій, в якому взяли участь 15 польських та 77 німецьких танків. Втративши 12 машин знищеними та 3 пошкодженими, поляки відступили до фортеці. На ранок 15 вересня бої перемістились на вулиці Берестя і більша частина міста була вже під контролем німців.
Після невдалої спроби оволодіти Берестейською фортецею з ходу, Гудеріан був змушений змінити план штурму. Від містечка Волчин до Цитаделі була підтягнута 20-а моторизована дивізія. Штабу цієї дивізії була підпорядкована вся наявна артилерія. В полудень 15 вересня з північного передмістя Речиця і східного Київка німці розпочали артпідготовку, яка тривала близько 18 годин. В перервах між артобстрілами на штурм фортеці йшла піхота. Всього польський гарнізон відбив 7 атак, деякі з них закінчувались рукопашним боєм. На кінець 16 вересня воякам Вермахту вдалось оволодіти лише гребенем захисного вала.
В результаті дводобових артобстрілів та авіабомбардувань втрати особового складу гарнізону фортеці склали 40%. Було поранено генерала Плісовського і майора Комарницького, був контужений підполковник Горак. 16 вересня черговий німецький артобстріл знищив електростанцію фортеці. З огляду на неможливість подальшого спротиву, в ніч на 17 вересня генерал Плісовський віддав наказ про залишення фортеці. Залишки польського гарнізону перейшли Буг та відійшли в Тереспіль.
17 вересня в залишену Берестейську фортецю увійшов 76-й піхотний полк німецької армії.
Втрати обох сторін під час битви за Берестя невідомі. У полон в районі фортеці потрапили 988 польських солдатів і офіцерів, в основному поранені. Багато тяжкопоранених і контужених полякам довелося залишити під час відступу в шпиталі на території фортеці.

## Передача міста СРСР

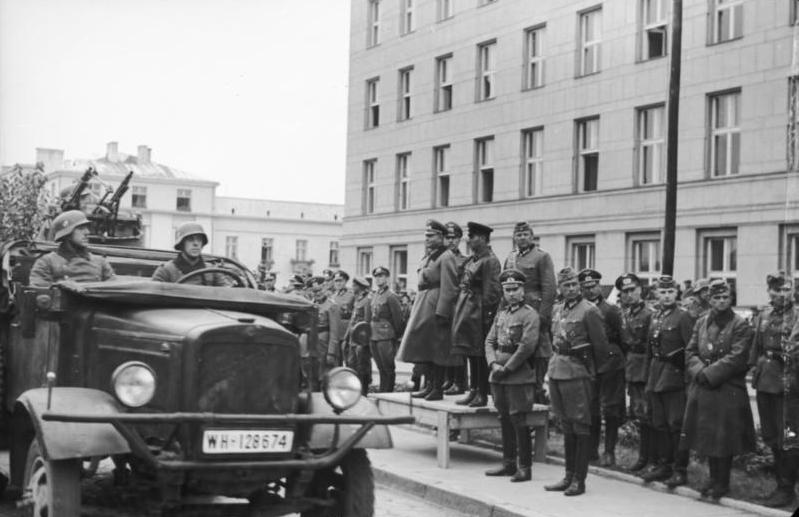
Берестя. 22 вересня 1939. Урочиста передача міста радянській військовій адміністрації.

20 вересня 1939 року німецьким та радянським урядами була узгоджена тимчасова демаркаційна лінія. Німецькі війська почали передавати СРСР деякі з раніше захоплених ними українських і білоруських міст. До їх числа увійшло також Берестя з Берестейською фортецею.
Вранці 21 вересня передові підрозділи 29-ї танкової бригади Семена Кривошеїна наблизилися до Берестя з півночі. Кривошеїн особисто зустрівся з Гудеріаном і після тривалих перемовин ними було підписано «Домовленість з радянськими офіцерами про передачу Берестя-Литовського».
Відповідно до документу, 22 вересня 1939 року о 8:00 радянські війська мали ввійти в місто Берестя. На 10-у годину ранку було заплановано засідання змішаної комісії щодо питань передачі міста. Після цього о 14:00 місто Берестя і Берестейська фортеця були урочисто передані радянській військовій адміністрації.

## Бої за форт Берг 17-26 вересня. Свідчення капрала Яна Самосюка
В книзі польського історика Єжі Сроки «Захисники Брестської фортеці у вересні 1939 року» наводяться свідчення капрала Яна Самосюка, який в 1982 році стверджував що капітан маршового батальйону 82-го піхотного полку, який знаходився на Північному острові та прикривав відступ польського гарнізону, Вацлав Радзишевський не виконав наказ Плісовського про відступ та з єдиною вцілілою гарматою зайняв форт «Граф Берг» (форт Сікорського). 
За його версією, 19 вересня німецькі війська з'ясували, що частина поляків ще знаходиться у фортеці. Коли Радзишевськиму запропонували облишити спротив, він відповів відмовою. Протягом наступного дня німецька артилерія методично обстрілювала форт Берг, однак спроб штурму не було. 22 вересня артобстріл форту Берг розпочали вже радянські війська. Протягом дня батальйон Радзишевського відбив 3 атаки та знищив один бронеавтомобіль Червоної Армії. Ще кілька невдалих спроб штурму було 24 і 25 вересня. 26 вересня в бій вступила важка артилерія. Вночі капітан Радзишевський віддав наказ про відступ. Незважаючи на блокування підступів до форту, залишкам батальйону вдалось відійти в район села Муравець.
Ця версія не підтверджується згадками в журналах бойових дій ні німецьких, ні радянських військ, як і використання важкої артилерії, втрат бронетехніки або особового складу. Окрім цього, версія суперечить свідченням місцевої жительки Анни Требік, на подвір'ї якої група польських військових, в якій перебував Вацлав Радзишевський, 18 вересня сховала документи та перевдяглась у цивільне, намагаючись уникнути полону.

## Після битви

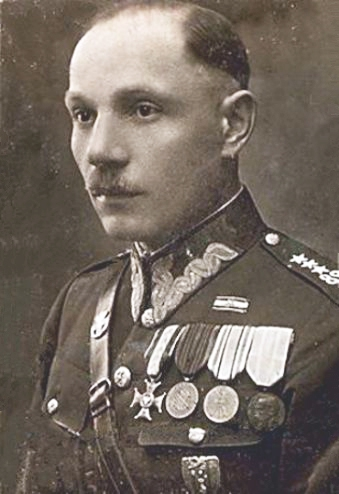
Вацлав Радзишевський

Капітану Вацлаву Радзишевському вдалось пробитись до сім'ї в Кобрин. За деякий час НКВС заарештувало його за доносом. Подальша доля капітана невідома. Останній раз його ім'я згадується навесні 1940 року в документах на переведення з Козельського табору НКВС до Смоленська. Ймовірно Вацлав Радзишевський загинув або в Катині, або в одному з таборів ГУЛАГу.
Константин Плісовський як командувач Новогрудської кавалерійської бригади 28 вересня потрапив у радянський полон, був відправлений у Старобільський табір та розстріляний у приміщенні харківського управління НКВС у квітні 1940 року.
Більшість польських підрозділів, які евакуювались з фортеці 17 вересня, зібрались у районі містечка Кодень. Там під командуванням підполковника А. Хорака близько 2000 поляків з групи «Берестя» продовжували бойові дії до 1 жовтня 1939 року.
Місто Берестя і Берестейська фортеця остаточно відійшли до складу СРСР 2 жовтня 1939 року. В цей день у Москві відбулась зустріч Народного Комісара Оборони СРСР Маршала Радянського Союзу Климента Ворошилова і начальника Генерального штабу РСЧА командарма 1 рангу Бориса Шапошнікова з представниками Німецького військового командування — військовим аташе Німеччини в СРСР генералом Ернстом Кестрінгом, полковником Ашенбренером і підполковником Кребсом. На цій зустрічі була досягнута угода про порядок евакуації радянських військ за нову лінію радянсько-німецького кордону. В той же день о 20:40 директивою наркома оборони № 083 відповідний радянсько-німецький протокол було доведено військам. О 23:30 командувач Білоруським фронтом Михайло Ковальов відправив у Москву наступну телеграму:

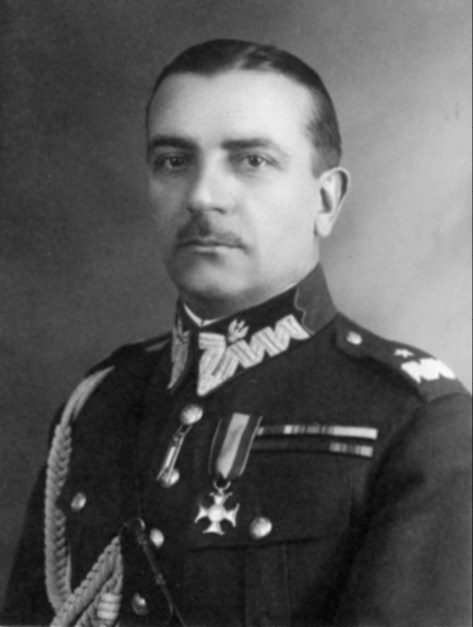
Константин Плісовський

«Встановлений кордон по р. Буг у м. Берестя-Литовське вкрай невигідний для нас з наступних причин: місто Берестя кордоном ділиться на дві частини — західний обвід фортів дістається німцям; при близькості кордону неможливо використовувати повністю найбагатший казармений фонд у м. Берестя; залізничний вузол і саме місто будуть перебувати в сфері кулеметного вогню; переправи на р. Буг не будуть прикриті необхідною територією. Чудовий аеродром у Малашевичах дістанеться німцям. Командувач фронтом просить переглянути кордони в районі Берестя-Литовська»
3 жовтня надійшла відповідь:
«Кордон у Бересті встановлений домовленостями і змінити його неможливо».
Але, щоб зберегти за собою всю Берестейську фортецю, радянські війська загатили Буг та пустили воду по обвідному каналу перед Тереспольським укріпленням. Потім цей канал радянський представник видав німцям за русло Буга, по якому й було проведено кордон.

### Документи
- Vereinbarung mit sowjetischen Offizieren über die Überlassung von Brest-Litowsk [Архівовано 28 червня 2013 у Wayback Machine.] (нім.) (рос.)

### Мемуари
- Гудериан Г. Воспоминания солдата. — Смоленск : Русич, 1999. (рос.)
- Кривошеин С.М. Междубурье. — Воронеж, 1964. (уривок з книги — Встреча с генералом Гудерианом) (рос.)